# Selgua
Selgua és un poble pertanyent al municipi de Montsó, a la comarca del Cinca Mitjà, província d'Osca. Pel seu terme passa el ferrocarril de Barcelona a Saragossa i té una estació, actualment només amb serveis logístics.